# Фрагментація і дефрагментація

Фрагментація і дефрагментація файлової системи

Дефрагментація — процес оновлення та оптимізації логічної структури розділу фізичного диску з метою забезпечити зберігання файлів у неперервній послідовності кластерів. Зазвичай використовується у файлових системах FAT та NTFS. Після дефрагментації прискорюється читання та запис файлів, а відповідно і робота програм.
Фрагментація (fragmentation) комп'ютерної пам'яті — поява численних вільних ділянок, які відокремлені заповненими ділянками і/або розташування частин файлів не по порядку. Як правило, з'являється внаслідок активного користування накопичувачем чи файловою системою. Це приводить до того, що потім система не може прямо задовольнити запит на виділення великої ділянки (ще може збільшитися час читання/запису даних і сповільнитися робота програм, ОС) попри те, що сума вільних ділянок може дорівнювати і навіть перевершувати розмір необхідної пам'яті для додаваного чи редаговуваного файлу.
Фрагментація може бути як на рівні файлової системи, так і на рівні фізичного розташування даних у накопичувачі. Додатково потрібно зважати на суттєві відмінності у жорстких дисків та SSD щодо фрагментації і дефрагментації.
Різні файлові системи можуть по-різному обробляти фрагментацію/дефрагментацію.